# Carey Harrison
Carey Harrison (* 19. Februar 1944 in London; † 21. Januar 2025) war ein britischer Romanautor, Dramatiker, Drehbuch- und Hörspielautor, Übersetzer und Hochschullehrer.

## Leben
Der Sohn der Schauspieler Rex Harrison und Lilli Palmer wuchs in San Francisco und New York auf, wo er das Lycée français besuchte. Er setzte seine Ausbildung in England an der Sunningdale Preparatory School, der Harrow School und am Jesus College in Cambridge fort. Als Professor für Englisch unterrichtete er am Brooklyn College der City University of New York.
Harrison verfasste Romane, Theaterstücke, Drehbücher und Hörspiele und übersetzte Gedichte spanischer, französischer, italienischer und arabischer Autoren. Er veröffentlichte Essays in Zeitschriften wie New Politics und Cronicles und schrieb Buchkritiken für verschiedene Zeitungen und Journale. 2013 wurde am San Francisco Opera House eine Oper von Nolan Gasser mit einem Libretto von Harrison nach Frances Hodgson Burnetts Der geheime Garten (The Secret Garden) uraufgeführt. Die Werke Harrisons wurden in mehr als ein Dutzend Sprachen übersetzt. Er erhielt zahlreiche Auszeichnungen, darunter mehrere Preise des United Kingdom Arts Council, den Sony Radio Academy Award, den Giles Cooper Award, den Writers’ Guild of Great Britain Award for Best Play, den Giles Cooper Award, den Prix Marulic, den Prix Italia Silver Award und den Preis für das beste Schauspiel der Berliner Akademie der Künste. 2005 und 2007 war er für den Pushcart Prize für Journalismus nominiert. Harrison war in erster Ehe mit Mary Chamberlain verheiratet. Er lebte mit seiner Ehefrau Claire Lambe in Upstate New York.

## Werke

### Romane
- Freud (1984)
- Richard's Feet (1990)
- Cley (1991)
- Egon (1993)
- How To Push Through (2002)
- Dog’s Mercury (2005)
- Flatbush and Vine (2005)
- Who Was That Lady? (2005)
- Justice (2005)
- Personal Assistant (2006)
- Clear To Kill (2006)
- As An Unperfect Actor on the Stage (2006)

### Dramen
- Dante Kaputt! (1966)
- Twenty-Six Efforts at Pornography (1968)
- Servant of Two Masters (nach Carlo Goldoni) (1978)
- In a Cottage Hospital (1969)
- Wedding Night (nach Gert Hoffmann) (1969)
- Lovers (1970)
- Shakespeare Farewell (1970)
- The Bequest (1971)
- Manoeuvres (1974)
- Madcap (nach Pirandello) (1976)
- I Never Killed My German (1979)
- A Short Walk to the Stars (mit Jeremy Paul) (1979)
- Visitors (mit Jeremy Paul) (1980)
- A Night on the Tor (1980)
- A Suffolk Trilogy: 3 Plays for Radio (1982)
- Who’s Playing God? (1983)
- I Killed Jacques Brel (1984)
- From the Lion Rock & the Sea Voyage Trilogy: Plays for Radio (1989)
- Mr Pope’s Toilet (1990)
- The Water-Cure (1991)
- Newton In Love (1992)
- Last Thoughts Upon St. Paules (1993)
- Self-Portrait With Dog (1993)
- A Walk in the Bois (1993)
- The Empress Wu, The Concubine Wang (1994)
- St. Agnes’ Eve (1995)
- For A Son (1995)
- A Call From The Dead (1995)
- The Psychiatrist's Tale (1996)
- East of the Sun (2000)
- Richard’s Feet (2003)
- Hitler in Therapy (2005)
- A Cook's Tour of Communism (2008)
- Breakfast With Stalin (2008)
- Scenes From a Misunderstanding (2009)
- Bad Boy (2009)
- Magus (2010)
- Midget In A Catsuit Reciting Spinoza (2011)
- Hedgerow Specimen (2012)
- Rex & Rex (2012)
- I Won’t Bite You: an Interview with the Notorious Monster, Dorothea Farber (2012)

### Filmografie (Drehbuch)
- 1965: The Sea Change
- 1968: Sabbatical
- 1973: The Jensen Code
- 1981: The Godson
- 1982: Unglaubliche Freunde
- 1984: Freud (Fernsehserie)
- 1984: Jumping The Queue
- 1986: I Never Killed My German
- 1986: French Cricket (mit Jeremy Paul)
- 1987: William
- 1988: Cley
- 1990: Borgia
- 1995: Egon
- 2007: Breaking Up (Is Hard To Do)
- 2008: The Stand-In (mit John M. Keller)

### Hörspiele in Deutschland
- 1985: Suffolk-Trilogie (3 Folgen) – Regie: Bernd Lau (Original-Hörspiel – SWF)
  - Auszeichnung: Hörspiel des Monats April 1985
- 1988: Der Löwenfelsen – Regie: Bernd Lau (Originalhörspiel – SWF)
- 1991: Die Meerfahrt (3 Teile) – Regie: Klaus Wirbitzky (Hörspiel – WDR)
- 1996: Die Kaiserin Wu, die Konkubine Wang – Regie: Klaus-Dieter Pittrich (Originalhörspiel – WDR)
- 1997: Newton verliebt – Regie: Annette Jainski (Originalhörspiel, Kurzhörspiel, Monolog – SWF)
- 1999: Die Therapeuten-Story – Regie: Norbert Schaeffer (Originalhörspiel – Deutschlandradio)
- 2000: Ein Spaziergang im Bois de Boulogne – Regie: Christoph Pragua (Originalhörspiel – WDR)
- 2006: Jenseits der Sonne – Regie: Wolfgang Rindfleisch (Originalhörspiel – Deutschlandradio)
- 2008: Hitler in Therapie – Regie: Thomas Werner (Hörspielbearbeitung – WDR)
- 2010: Frühstück mit Stalin – Regie: Thomas Leutzbach (Originalhörspiel – WDR)
- 2013: Manchmal sind Pilze einfach nur Pilze. Szenen aus einem Missverständnis – Regie: Thomas Leutzbach (Hörspielbearbeitung – WDR)